# Hjalmar Waage
Pour les articles homonymes, voir Waage.
Hjalmar Waage, né le 8 février 1892 et mort en 1939, est un rédacteur en chef et un écrivain norvégien.

## Biographie
Né à Bergen, il rejoint le parti travailliste norvégien en 1908. Il devint rédacteur en chef d'Arbeidets Ret en 1913, sous-rédacteur en chef de Fremtiden en 1915 avant d'être engagé à Social-Demokraten en 1920. Il dirige ensuite Arbeider-Avisa de 1924 à 1925 avant d'être embauché à Arbeiderbladet. Il a été promu rédacteur en chef adjoint après un certain temps, et a édité le magazine associé Lørdagskvelden de 1935 jusqu'à sa mort.
Waage préside également l’Oslo arbeidersamfund en 1922. Il est membre du conseil d'administration de la Norwegian Press Association de 1930 à 1931.
Les livres incluent Kobbergruven (1922), Bergmændene på Storvarts (1923), Fremmede frender (1925), Mennesker underveis (1931), Vi overgir oss ikke (1934) et Veikryss (1935).